# سكوت جيمسون
سكوت جيمسون (بالإنجليزية: Scott Jamieson)‏ ، من مواليد 13 أكتوبر 1988 ، لاعب كرة قدم أسترالي.
و هو يلعب مع نادي بولتون واندررز الإنجليزي.

## روابط خارجية
- سكوت جيمسون على موقع الاتحاد الدولي (مؤرشف)  (الإنجليزية)
- سكوت جيمسون على موقع اتحاد السويد (السويدية)
- سكوت جيمسون على موقع قاعدة بيانات كرة القدم.إي يو (الإنجليزية)
- سكوت جيمسون على موقع ناشيونال فوتبول تيمز (الإنجليزية)
- سكوت جيمسون على موقع Soccerbase.com (لاعب) (الإنجليزية)
- سكوت جيمسون على موقع Soccerway.com (الإنجليزية)
- سكوت جيمسون على موقع عالم كرة القدم.نت (الإنجليزية)